# مارک سرنا
مارک سِـرِنا (اسپانیایی: Marc Serena‎؛ زادهٔ ۱۹۸۳) کارگردان، تهیه‌کننده فیلم، نویسنده، روزنامه‌نگار و مؤلف اهل اسپانیا است. وی از سال ۲۰۰۷ میلادی تاکنون مشغول فعالیت بوده‌است.
از فیلم‌هایی که وی در آن‌ها نقش داشته‌است، می‌توان به «چینداها» اشاره نمود.